# Il mare calmo della sera
Il mare calmo della sera − pierwszy album włoskiego śpiewaka Andrei Bocellego.
Album ukazał się w 1994. Obok tytułowego utworu Il mare calmo della sera, którym wokalista zwyciężył na Festiwalu w San Remo w kategorii „Nuove proposte”, album zawiera pieśni napisane przez Giuseppe Verdiego i Giacomo Pucciniego. W piosence Vivere wraz z Bocellim zaśpiewała Gerardina Trovato.

## Lista utworów
| 1.  | „Il mare calmo della sera”                     | 4:32  |
|     |                                                |       |
| 2.  | „Ave Maria No Morro”                           | 4:24  |
|     |                                                |       |
| 3.  | „Vivere”                                       | 4:01  |
|     | - Gerardina Trovato – śpiew                    |       |
| 4.  | „Rapsodia”                                     | 5:28  |
|     |                                                |       |
| 5.  | „La Luna che non c'è”                          | 4:30  |
|     |                                                |       |
| 6.  | „Caruso”                                       | 5:16  |
|     |                                                |       |
| 7.  | „Miserere”                                     | 4:23  |
|     |                                                |       |
| 8.  | „Panis Angelicus”                              | 3:51  |
|     |                                                |       |
| 9.  | „Ah, la paterna mano”                          | 3:50  |
|     | - Giuseppe Verdi, Makbet – muzyka              |       |
| 10. | „E lucevan le stelle...”                       | 2:57  |
|     | - Giacomo Puccini, Tosca – muzyka              |       |
| 11. | „La fleur que tu m'avais jetée”                | 4:09  |
|     | - Georges Bizet, Carmen – muzyka               |       |
| 12. | „L'anima ho stanca”                            | 2:09  |
|     | - Francesco Cilea, Adriana Lecouvreur – muzyka |       |
| 13. | „Sogno”                                        | 2:43  |
|     |                                                |       |
|     |                                                | 52:13 |
|     |                                                |       |